# Coșna (gmina)
Coșna – gmina w Rumunii, w okręgu Suczawa. Obejmuje miejscowości Coșna, Podu Coșnei, Românești, Teșna i Valea Bancului. W 2011 roku liczyła 1453 mieszkańców.